# Vicovu de Jos
Vicovu de Jos é uma comuna romena localizada no distrito de Suceava, na região de Bucovina. A comuna possui uma área de 42.00 km² e sua população era de 6244 habitantes segundo o censo de 2007.